# براين هوروكس
براين هوروكس (بالإنجليزية: Brian Horrocks) (و. 1895 – 1985 م) هو ضابط، وكاتب سير ذاتية بريطاني، ولد في Ranikhet ‏، شارك في الألعاب الأولمبية الصيفية 1924، بدأ مشواره المهني سنة 1913، ويحمل رتبة عسكرية Lieutenant-general (United Kingdom) ‏، توفي في تشيتشستر، عن عمر يناهز 90 عاماً.

## مناصب
تولى منصب Black Rod ‏ 18 يناير 1949–18 يونيو 1963
.

## التعليم
تعلم في Staff College, Camberley ‏، وتعلم في الكلية العسكرية الملكية بساندهيرست ‏، وتعلم في Uppingham School ‏، وتعلم في Durham School ‏
.

## الخدمة العسكرية
خدم في الجيش البريطاني.

## جوائز
حصل على جوائز منها:
- وسام الصليب العسكري البريطاني
- نيشان الخدمة المتميزة  [لغات أخرى]‏
- وسام الاستحقاق من رتبة قائد  [لغات أخرى]‏
- وسام الاستحقاق الأمريكي برتبة فيلق
- Grand Officer of the Order of the Crown ‏
- نيشان الحمام من رتبة فارس
- نيشان الإمبراطورية البريطانية من رتبة فارس قائد
- وسام جوقة الشرف من رتبة قائد